# Colors Turn to Grey
«Colors Turn to Grey» (укр. Кольори тьмяніють) — сингл норвезької співачки Меріон Райвен зі студійного альбому «Songs From a Blackbird».
Поп-фолк пісня була написана в 2012 році Еріком Греннером, Jorn Dahl та Куртом Нільсеном. Спочатку вона стала першим рекламним синглом нового альбому співачки, але через проблеми з лейблом звучала лише на радіо. Композиція вийшла у Норвегії на лейблі Playroom Music, а в інших країнах на Sony Music Entertainment, з датою виходу 11 березня 2012 року через iTunes. Хоча сингл не здобув успіх в продажах, він зумів завоювати прихильність серед шанувальників Меріон, які все ще дивувалися різкій зміні в музичному стилі співачки, але ніколи не переставали підтримувати сингл. У квітня 2013 року разом з випуском альбому «Songs From a Blackbird» стало відомо, що «Colors Turn to Grey» включений у список композицій, але в якості бонусного треку і з переписаною версією, відмінною від цифрового синглу.

## Музичне відео
Відео було відзняте в Норвегії режисером Marie Kristiansen, і зображує подружню пару в своєму повсякденному житті, з такими проблемами, як байдужість, проявлену чоловіком до його дружини, і відраду, яку вони знаходять в алкоголі; ці сцени чергуються з появленням Меріон на червоному тлі, яка виконує пісню, а також її зображення в калейдоскопі і з різними костюмами. Прем'єра відео відбулася 30 березня на офіційному Youtube каналі співачки.

## Версії
1. Colors Turn to Grey (цифровий сингл) — 3:14
2. Colors Turn to Grey (перезаписана альбомна версія) — 3:11